# أنيكا ستروم
أنيكا ستروم (بالسويدية: Annika Ström)‏ هي فنانة سويدية، ولدت في 9 نوفمبر 1964 في هلسينغبورغ في السويد.

## وصلات خارجية
- الموقع الرسمي